# السياحة في ماليزيا

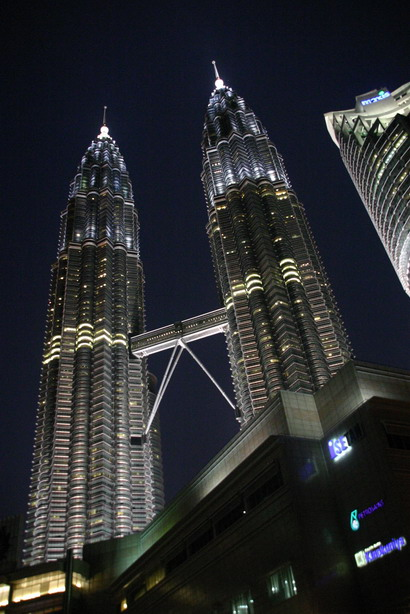

السياحة في ماليزيا والتي هي دولة تقع في جنوب شرق آسيا مكونة من 13 ولاية وثلاثة أقاليم اتحادية، بمساحة كلية تبلغ 329,845 كم2 (127,354 ميل مربع).
قد ازدادت، ويرجع ذلك إلى عدة أسباب أبرزها أحداث 11 سبتمبر 2000 التي أدت إلى زيادة كبيرة في إجراءات الأمن خصوصا في أوروبا والولايات المتحدة الأمريكية والتي استهدفت بالدرجة الأولى العرب والمسلمين مما حدا بهم البحث عن بدائل سياحية يقصدونها غير تلك الأوروبية والأمريكية.

## تسويق السياحة
قامت ماليزيا باغتنام الفرصة وبدأت بتدشين الكثير من المواقع عبر الشبكة العنكبوتية التي تدعو للسياحة فيها، كما بدأت بتسويق الفكرة في العالم العربي. وقد انتبه العرب إلى هذه الدعوة فقد وجدوا في ماليزيا الهدف المرجو من سياحتهم، مع مشجعات للسفر هناك منها رخص السياحة فيها إذا ما قورنت بأوروبا وأمريكا بالإضافة إلى كونها بلد إسلامي متطور.
كوالالمبور أشهر المدن الماليزية والتي يطلق عليها مدينة الحدائق، وتتميز بأنها من أكثر المدن الماليزية تطوراً وجمالا فتزدان بالحدائق والأنهار والجبال بالإضافة لضمها للعديد من المباني التاريخية والثقافية، وناطحات السحاب، ومن المعالم السياحية الشهيرة بها برجي شركة البترول الماليزية بيتروناس، ويقعان في وسط المنطقة التجارية بالمدينة، وهما أعلى برجين في العالم حيث يبلغ ارتفاع كل برج 452م موزعين بين 88 طابق، ويربط بين البرجين جسر معلق بين الطابقين 41- 42، قام بتشييد هذا البناء الرائع المهندس المعماري «سيزر بيلي»، وتضم هذه المنطقة عدد من الحدائق والنافورات ومراكز التسويق والمطاعم ودور سينمائية ومسارح للعروض الفنية والثقافية.
ويوجد أيضاً «برج كوالالمبور» والذي يعد واحدا من أعلى الأبراج بالعالم حيث يبلغ ارتفاعه 421م، وتضم قمته مطعماً متحركاً ومحلات لبيع الهدايا التذكارية، كما يضم مسرح تقدم عليها العروض الفنية في الطابق الأرضي
بالإضافة للعديد من المعالم والأماكن السياحية الأخرى التي تضمها كوالالمبور مثل حديقة الطيور والتي تعد من أكبر الحدائق في جنوب شرق آسيا حيث تضم معظم أنواع الطيور الموجودة في العالم، وحديقة أخرى رائعة هي حديقة «بحيرة كوالالمبور» والتي تضم بحيرة اصطناعية ومساحات خضراء شاسعة ومختلف أنواع النباتات والزهور، وتضم كوالالمبور أيضاً المتحف القومي، والعديد من الأسواق والمدينة الصينية، هذا بالإضافة للمصنع الملكي الذي يقوم بصناعة الهدايا التذكارية من الفضة الخالصة، وقصر الخيول الذهبية، وغيرها العديد من المعالم والأماكن في هذه المدينة النابضة بالحياة.
تأتي مدينة مالقا بعد مدينة كوالالمبور من حيث أهميتها السياحية وهي مدينة أثرية تاريخية تعود إلى القرن الخامس عشر الميلادي وتعد من أبرز المدن التاريخية في ماليزيا، نظراً لأنها تجمع عدد كبير من الحضارات، فيوجد بها العديد من المعالم التاريخية والأثرية والتي تستهوي العديد من السياح بالإضافة للشواطئ الرملية الرائعة والتي يعد من أشهرها شاطئ "تانجونج بيدارا" الذي يكتظ بالزائرين، هذا بالإضافة للمتحف الثقافي، وعروض الصوت والضوء في ميدان " بادانج باهلاوان، وحصن قاموزا، والقلعة الهولندية، وعدد من المساجد الأثرية مثل مسجد هولو ومسجد تراتكويرة، وغيرها العديد من الأماكن الأثرية الرائعة
كما يوجد العديد من المدن الجميلة الأخرى والتي تضم المعالم الحديثة بجوار المعالم الأثرية القديمة من هذه المدن نجد مدينة جورج تاون التي تعد عامل جذب للعديد من السياح، ومدينة شاه عالم عاصمة ولاية سلانجور التي تشتهر بمسجد سلطان صلاح الدين عبد العزيز شاه بقبته الزرقاء وهي أكبر قبة في العالم، وتضم المدينة العديد من الحدائق والبحيرات.
كما توجد منطقة جنتينج التي تبعد عن العاصمة كوالالمبور حوالي نصف ساعة بالسيارة، هذه المنطقة الرائعة التي يستمتع السياح بزياراتها نظراً لارتفاعها الشديد عن سطح الأرض بحوالي 6 آلاف قدم، فيجد السائح نفسه يسير وسط السحاب، وممكن أن يستقل التلفريك ليصل إلى منطقة الفنادق والملاهي.

## السياحة التعليمية
يعتبر التعليم في ماليزيا من القطاعات المهمة لرفد السياحة خاصة الجزء المتعلق بالدورات القصيرة والسياحة البيئية التعليمية، فقد نشط كثيرًا وأصبح أحد قطاعات السياحة المهمة في ماليزيا.

## ماليزيا جوهرة شرق آسيا
ماليزيا إحدى أجمل دول في العالم فهي تحوي أغنى المناطق الطبيعية ولديها أكبر غابات ومحميات طبيعية في العالم، هذا بالإضافة إلى حداثتها نسبيا واهتمامها بقطاع السياحة كرافد مهم للناتج القومي، تحوي ماليزيا من التنوع البيئي والعرقي والعادات والتقاليد والتراث الكثير والكثير مما جعلها تسمى جوهرة شرق آسيا الحقيقية، ولعل أكثر ما يميّز ماليزيا هو مناظرها الطبيعية الخلابة.